# Никанор (сын Антипатра)
Никанор (др.-греч. Νικάνωρ) — знатный македонянин, сын диадоха Антипатра.
Никанор родился в семье македонского аристократа и одного из наиболее влиятельных военачальников Филипп II Антипатра. По предположению Г. Берве, Никанор родился около 350 года до н. э. Во время походов Александра Македонского он оставался дома при дворе своего отца, который на время отсутствия царя стал его наместником в Македонии.
В 321/320 году до н. э. во время передела Македонской империи в Трипарадисе после окончания Первой войны диадохов сатрапом Каппадокии был назначен Никанор. Проблемы индентификации этого Никанора связано с распространённостью этого имени в Древней Греции. Так, канадский историк В. Хеккель в своём просопографическом исследовании эпохи Александра Македонского и войн диадохов приводит информацию об одиннадцати Никанорах. В немецкой энциклопедии классической древности Паули-Виссова приведена информация о тридцати Никанорах. Г. Берве, Р. Биллоуз и Й. Лендеринг отождествляли этого персонажа с Никанором, стратегом Верхних сатрапий Македонской империи и, по одной из версий, сатрап Мидии на службе у Антигона.
В. Хеккель посчитал данные выводы неверными. Он отметил, что на момент раздела в Трипарадисе должность сатрапа Каппадокии была номинальной. Область находилась под контролем Эвмена и её ещё предстояло завоевать. При разделе в Трипарадисе стратегом Азии был назначен Антигон. К нему Антипатр «прикрепил» своего сына Кассандра в должности хилиарха, «с тем чтобы последний не был в состоянии реализовывать свои собственные амбиции незамеченными». Однако Кассандр недолго пробыл в Азии. Антигон был достаточно могущественным и амбициозным, чтобы позволить сыну престарелого Антипатра контролировать свои действия. После ссоры с Антигоном Кассандр вернулся в Македонию к отцу. По мнению В. Хеккеля, вместе с Кассандром домой в Македонию вернулся также и Никанор. По мнению историка, впоследствии брат Никанора и правитель Македонии Кассандр воспринимал Каппадокию в качестве семейного владения. В 314 году до н. э. он даже отправил на её завоевание войско под командованием Асклепиодора.
В 317 году до н. э. пришедшая на короткое время к власти в Македонии мать Александра Олимпиада, питая ненависть ко всему роду Антипатра, велела казнить Никанора.